# Status legal da ayahuasca
Esta é uma visão geral da legalidade da ayahuasca por país. A dimetiltriptamina (DMT), um dos ingredientes ativos da ayahuasca, é classificado como uma droga de Tabela I pela Convenção das Nações Unidas sobre Substâncias Psicotrópicas de 1971, o que significa que o comércio internacional de DMT deve ser monitorado de perto; o uso de DMT deve ser restrito à pesquisa científica e ao uso médico. Os materiais naturais que contêm DMT, incluindo a ayahuasca, não são regulamentados pela Convenção Psicotrópica de 1971. A maioria das nações do mundo classifica o DMT como uma droga programada; no entanto, poucos países parecem ter leis que abordem especificamente a posse ou o uso de ayahuasca.

## Lista por país
| País           | Posse                             | Venda                             | Transporte                        | Cultivo                           | Notas |
| -------------- | --------------------------------- | --------------------------------- | --------------------------------- | --------------------------------- | --- |
| Alemanha       | Ilegal                            | Ilegal                            | Ilegal                            | Ilegal                            | Na Alemanha, as substâncias ativas da ayahuasca, DMT e 5-MeO-DMT, estão listadas no Anexo I da Lei Alemã de Narcóticos Betäubungsmittelgesetz. Manusear as substâncias sem autorização é punível por lei. |
| Austrália      | Ilegal                            | Ilegal                            | Ilegal                            | Ilegal                            | O Australian Poisons Standard, de fevereiro de 2022, lista a dimetiltriptamina (um ingrediente ativo da ayahuasca) como uma substância da Tabela 9, tornando ilegal vender, importar, produzir e possuir. |
| Brasil         | Legal                             | Legal                             | Legal                             | Legal                             | A ayahuasca é totalmente legal no Brasil desde 1992. Muitas empresas privadas e sem fins lucrativos oferecem retiros de ayahuasca. |
| Canadá         | Ilegal, exceto para uso religioso | Ilegal, exceto para uso religioso | Ilegal, exceto para uso religioso | Ilegal, exceto para uso religioso | Em junho de 2017, a Igreja do Santo Daime Céu do Montréal recebeu isenção religiosa para usar ayahuasca como sacramento em seus rituais. Em setembro de 2020, um total de seis organizações religiosas receberam isenções para usar ayahuasca em rituais religiosos e espirituais. Estudos médicos e evidências anedóticas sugerem que o DMT, particularmente na forma de ayahuasca, usado em condições adequadas, pode ser útil para aqueles que lutam contra o vício, ansiedade, depressão e trauma. |
| Chile          | Controlada                        | Controlada                        | Controlada                        | Controlada                        | Há evidências contraditórias sobre a legalidade da ayahuasca no Chile. Embora não existam leis específicas para proibir a ayahuasca, o DMT é uma substância controlada. |
| Costa Rica     | Legal                             | Legal                             | Legal                             | Legal                             | Pesquisas superficiais sugerem que a ayahuasca é totalmente legal na Costa Rica e há muitas empresas privadas e sem fins lucrativos que oferecem retiros de ayahuasca. Em março de 2022, o Ministério da Saúde da Costa Rica emitiu um comunicado à imprensa solicitando à população e ao comércio em geral que não se exponham e permaneçam vigilantes sobre as atividades relacionadas à ayahuasca e, caso tenham conhecimento dessas práticas, façam a denúncia correspondente em qualquer uma de suas Áreas de Governança de Saúde. |
| Dinamarca      | Ilegal                            | Ilegal                            | Ilegal                            | Ilegal                            | A ayahuasca contém a droga DMT, que está na lista de drogas ilegais na Dinamarca, tornando ilegal importar, produzir e consumir. O Santo Daime entrou com um processo, reivindicando seu direito de consumir ayahuasca para cerimônias religiosas, mas a Suprema Corte da Dinamarca rejeitou o caso. |
| Espanha        | Controlada                        | Ilegal                            | Controlada                        | Controlada                        | A venda ao público é proibida devido à sua toxicidade. O uso e a comercialização são restritos à fabricação de especialidades farmacêuticas, fórmulas-mestras, preparações oficinais, cepas homeopáticas e pesquisa. |
| Estados Unidos | Ilegal, exceto para uso religioso | Ilegal, exceto para uso religioso | Ilegal, exceto para uso religioso | Ilegal, exceto para uso religioso | A ayahuasca normalmente contém DMT, uma substância da Tabela I, tornando a ayahuasca ilegal segundo a lei federal. Pessoas foram processadas federalmente por posse de ayahuasca até 2018. A lei estadual também normalmente proíbe o DMT. No entanto, tribunais federais concederam a grupos religiosos específicos o direito de usar ayahuasca para fins rituais. Em Gonzales v. O Centro Espírita Beneficente União do Vegetal, a Suprema Corte ouviu argumentos em 1º de novembro de 2005 e decidiu por unanimidade em fevereiro de 2006 que o governo federal dos EUA deve permitir que a igreja União do Vegetal (UDV), sediada no Brasil, importe e consuma ayahuasca para cerimônias religiosas sob a Lei de Restauração da Liberdade Religiosa de 1993. Em setembro de 2008, as três igrejas do Santo Daime entraram com uma ação no tribunal federal para obter status legal para importar chá de ayahuasca contendo DMT. O caso, Igreja da Luz Sagrada da Rainha v. Mukasey, presidido pelo Juiz Owen M. Panner, foi decidido em favor da igreja do Santo Daime. Em 21 de março de 2009, um juiz federal disse que os membros da igreja em Ashland podem importar, distribuir e preparar ayahuasca. O Juiz Distrital dos EUA Owen Panner emitiu uma liminar permanente impedindo o governo de proibir ou penalizar o uso sacramental do "chá Daime". A ordem de Panner disse que as atividades da Igreja da Sagrada Luz da Rainha são legais e protegidas pela liberdade de religião. Sua ordem proíbe o governo federal de interferir e processar membros da igreja que seguem uma lista de regulamentos estabelecidos em sua ordem. Exceto para fins ornamentais, cultivar, vender ou possuir Banisteriopsis spp. é proibido pela Lei Estadual de Louisiana 159. Em junho de 2019, a cidade de Oakland, Califórnia, em janeiro de 2020, a cidade de Santa Cruz, Califórnia, e em setembro de 2020, a cidade de Ann Arbor, Michigan, descriminalizaram todas as plantas "enteogênicas", incluindo todos os materiais naturais usados para produzir ayahuasca. Em novembro de 2020, mais de 76 por cento dos eleitores em Washington DC votaram a favor da iniciativa de descriminalizar plantas e fungos enteogênicos. Em outubro de 2021, o conselho municipal de Seattle votou por unanimidade para descriminalizar o cultivo e compartilhamento de cogumelos psilocibinos, ayahuasca, ibogaína e mescalina não derivada de peiote. Em Novembro de 2021, a cidade de Detroit fez da "posse pessoal e do uso terapêutico de plantas enteogénicas por adultos a menor prioridade da cidade em termos de aplicação da lei". |
| França         | Ilegal                            | Ilegal                            | Ilegal                            | Ilegal                            | Na França, o Santo Daime ganhou um processo judicial permitindo que eles usassem a decocção no início de 2005; no entanto, eles não tiveram uma exceção para propósitos religiosos, mas sim pela simples razão de que eles não realizaram extrações químicas para acabar com DMT e harmala puros e as plantas usadas não foram programadas. Quatro meses após a vitória judicial, os ingredientes comuns da ayahuasca, bem como da harmala, foram declarados stupéfiants, ou substâncias narcóticas programadas, tornando o Daime e seus ingredientes ilegais para uso ou posse. |
| Irlanda        | Ilegal                            | Ilegal                            | Ilegal                            | Ilegal                            | Uma tentativa em 2014 de um membro da igreja Santo Daime de obter uma isenção religiosa para importar a droga falhou. |
| Itália         | Ilegal                            | Ilegal                            | Ilegal                            | Ilegal                            | A ayahuasca foi declarada ilegal em 2022. |
| Letônia        | Ilegal                            | Ilegal                            | Ilegal                            | Legal                             | Embora as plantas não sejam proibidas por lei, o material vegetal seco ou qualquer outra preparação que contenha quantidade significativa de droga controlada (DMT) é considerado ilegal. |
| México         | Legal                             | Legal                             | Legal                             | Legal                             | A ayahuasca é totalmente legal no México, e há muitas empresas privadas e sem fins lucrativos que oferecem retiros de ayahuasca. Apesar de não ser ilegal, desde março de 2022, a marinha mexicana prendeu oito pessoas por introduzir ayahuasca por via aérea através do aeroporto internacional da Cidade do México. Em julho de 2022, durante uma entrevista coletiva diária, o Secretário de Defesa Nacional anunciou que 161 quilos de ayahuasca haviam sido apreendidos. |
| Noruega        | Ilegal                            | Ilegal                            | Ilegal                            | Ilegal                            | É ilegal preparar plantas que contenham drogas narcóticas. |
| Países Baixos  | Ilegal                            | Ilegal                            | Ilegal                            | Ilegal                            | A ayahuasca é oficialmente ilegal na Holanda, a partir de uma decisão de outubro de 2019 da Suprema Corte da Holanda. Antes disso, a ayahuasca podia ser comprada em certas lojas do país, muitos vendedores online da substância estavam sediados na Holanda, e era até possível reservar uma experiência de ayahuasca lá, mas as coisas mudaram rapidamente desde a decisão da Suprema Corte. O Santo Daime inicialmente ganhou um processo judicial em 2001 que lhes permitiu continuar seu uso cerimonial da ayahuasca, mas essa decisão também foi anulada. Um fator nesta decisão inicial foi um fax do Secretário do Conselho Internacional de Controle de Narcóticos para o Ministério da Saúde Pública da Holanda, afirmando que "preparações (por exemplo, decocções) feitas dessas plantas, incluindo ayahuasca, não estão sob controle internacional e, portanto, não estão sujeitas a nenhum dos artigos da Convenção de 1971". |
| Peru           | Legal                             | Legal                             | Legal                             | Legal                             | Pesquisas superficiais sugerem que a ayahuasca é totalmente legal no Peru e há muitas empresas privadas e sem fins lucrativos oferecendo retiros de ayahuasca. Formas em pó de ayahuasca são vendidas abertamente em mercados, especialmente em partes do país dentro da bacia amazônica, como a cidade de Iquitos. |
| Portugal       | Descriminalizada                  | Ilegal                            | Ilegal                            | Ilegal                            | Em 2001, Portugal descriminalizou todas as drogas anteriormente ilegais. Isso significa que, embora não seja legal, a posse e o uso de ayahuasca, assim como seu componente ativo DMT, não são mais uma infração criminal e não acarretam pena de prisão. A venda, o transporte e o cultivo da substância continuam sendo infrações criminais, no entanto. |
| Reino Unido    | Ilegal                            | Ilegal                            | Ilegal                            | Ilegal                            | O DMT é uma droga de Classe A e, portanto, é ilegal distribuí-la ou possuí-la. Como uma planta que contém DMT, a ayahuasca é, portanto, ilegal no Reino Unido. |
| Roménia        | Ilegal                            | Ilegal                            | Ilegal                            | Ilegal                            | Legal para estudos de pesquisa científica e médica somente por médicos autorizados em clínicas e hospitais. |
| Suécia         | Ilegal                            | Ilegal                            | Ilegal                            | Ilegal                            | É ilegal preparar plantas que contenham drogas narcóticas. |